# Совхоза Останкино
Совхо́за Оста́нкино (рос. Совхоза Останкино) — селище у складі Дмитровського міського округу Московської області, Росія.
Стара назва — Совхоза «Останкино».

## Населення
Населення — 2043 особи (2010; 1823 у 2002).
Національний склад (станом на 2002 рік):
- росіяни — 93 %